# Palácio de Dafne

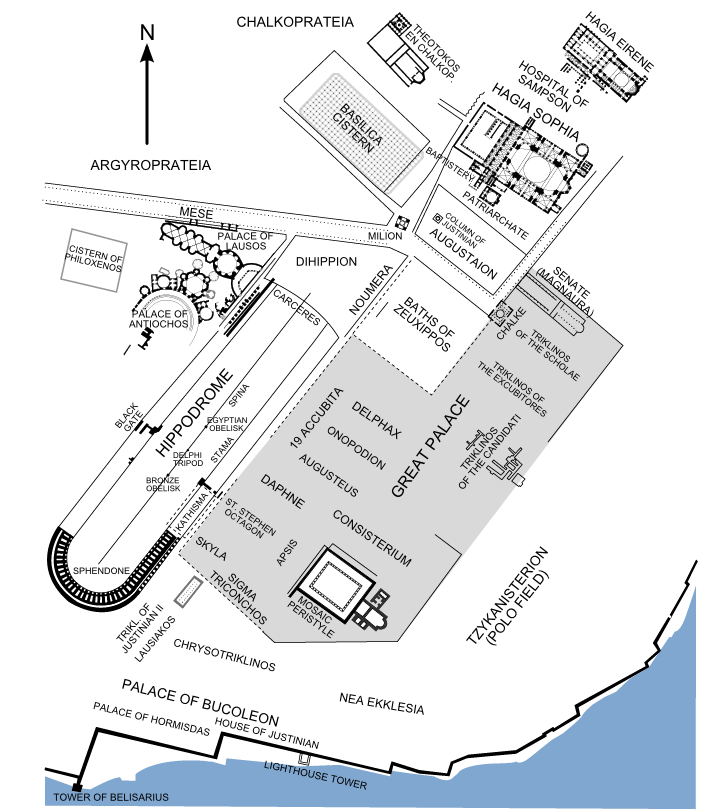
Planta do complexo dos palácios imperiais de Constantinopla.

O Palácio de Dafne (em grego: Δάφνη) foi uma das principais seções do Grande Palácio de Constantinopla, a capital do Império Bizantino (moderna Istambul, Turquia). De acordo com Jorge Codino, foi nomeado após uma estátua da ninfa Dafne, ter sido trazida de Roma. O exato plano e aparência do palácio são incertos, uma vez que se encontra sob a Mesquita Azul, e a única evidência sobrevivente vem de fontes literárias.

## História
Dafne pertencia a fase mais antiga do complexo palaciano, desde Constantino (r. 306–337), que reconstruiu a cidade de Bizâncio em Constantinopla, a sua nova capital, bem como seus sucessores imediatos. Justino II (r. 565–568) ampliou o edifício original, que permaneceu a principal área residencial para os imperadores até o século VIII. O palácio foi formado por um conjunto de salas de cerimônias e edifícios residenciais, localizados na parte mais ocidental do complexo palaciano, ao lado do hipódromo, e foi conectado com o camarote imperial (o catisma) por uma escada. Este complexo incluía a ala residencial do koiton ("dormitório") do próprio Dafne, o Octagon, e a capela de Santo Estêvão, construída ca. 421 pela Augusta Élia Pulquéria para abrigar o braço direito do santo.
O Dafne foi conectado ao salão (triclino) do Augusteu (em grego: Αὐγουστεύς; não confundir com a praça Augusteu), também uma das partes mais antigas do palácio imperial. Foi também sob o nome de Estépsimo (em grego: Στέψιμον; "coroação"), destacando sua função original de salão da coroação imperial, um papel que ele manteve (especialmente para as coroações de imperatrizes e casamentos imperiais) até algum ponto no período bizantino médio. Por sua vez, o Augusteu estava ligado posteriormente ao palácio de Triconco e ao salão do Consistório. Ainda duas capelas, dedicadas a Virgem Maria e a Santa Trindade, estavam também situadas na parte sul do complexo de Dafne.
Nos séculos IX-X, o centro da vida cortesão e cerimonial foi movido para o sul, em direção ao palácio de Bucoleão e as estruturas cerimoniais em torno do Crisotriclino. Embora Dafne continuou a atuar em cerimônias imperiais, contudo, como descrito do Sobre as Cerimônias de Constantino VII Porfirogênito (r. 913–959), o seu declínio em prestígio e utilização é bem ilustrada pelo fato de que as paredes com as quais o imperador Nicéforo II Focas (r. 963–969) rodeou o palácio, não incluíam o complexo de Dafne. Após o século XI, Dafne parece ter caído em desuso e ruiu gradualmente, um processo exacerbado pela pilhagem das estruturas remanescentes a procura de metais e elementos arquitetônicos sob o Império Latino (1204–1261).